# Оразов, Меред Байрамович
Меред Байрамович Оразов (туркм. Meret Baýramowiç Orazow) — туркменский государственный и научный деятель, дипломат. Чрезвычайный и Полномочный Посол Туркменистана в США, Чрезвычайный и Полномочный Посол Туркменистана в Мексике.

## Биография
Родился в 1950 году в Ашхабаде.
В 1973 году окончил Московский государственный университет.
Доктор физико-математических наук (1976) — Московский государственный университет. Тема: «Об n-кратной полноте и базисности корневых векторов для некоторых классов аналитичеческих оператор-функций»
Доктор экономических наук (1992) — Санкт-Петербургский университет экономики и финансов. Тема: «Механизм хозяйствования в высшей школе в условиях перехода к рыночной экономике (на материалах Туркменстана)»
После окончания аспирантуры МГУ работал преподавателем, младшим научным сотрудником, доцентом кафедры математического анализа Туркменского государственного университета; заведующим кафедрой высшей математики Туркменского института народного хозяйства.
1984—1987 — проректор по научной работе Туркменского института народного хозяйства.
1987—1992 — ректор Туркменского института народного хозяйства.
1992 — 21.07.1995 — ректор Туркменского государственного университета, заместитель министра образования Туркменистана.
21.07.1995 — 02.06.1997 — министр внешнеэкономических связей Туркменистана.
02.06.1997 — 22.01.2001 — ректор Туркменского государственного университета.
C 22 января 2001 года — Чрезвычайный и Полномочный Посол Туркменистана в США.
С 22 июля 2011 года — Чрезвычайный и Полномочный Посол Туркменистана в Мексике (по совместительству).
С 1 октября 2016 года — Чрезвычайный и Полномочный Посол Туркменистана в Канаде (по совместительству).

## Семья
- Жена 2— Ирина Борисовна Оразова
  - Дочь — Елена Догель
    - Зять — Илькер Догель
    - Внучка

  - Дочь — Мая
  - Сын — Тимур
- Брат — Борис Байрамович Оразов, кандидат математических наук, преподаватель.

## Награды и звания
- Лауреат премии Ленинского комсомола в области науки и техники (1983) — за цикл работ «Применение теории дифференциальных операторов к задачам механики».
- Медаль «Гайрат» (1993)
- Медаль «За любовь к отечеству» (1996)
- Орден «Алтын Асыр» III ст. (2009)
- Медаль «Махтумкули Фраги» (2014)
- Знак отличия «Искусный дипломат Туркменистана» (17 февраля 2023 года) — учитывая большие достижения в укреплении государственной независимости и нейтралитета Туркменистана, реализации внешнеполитического курса, развитии политических, культурно-гуманитарных и иных связей страны, защите государственных интересов Туркменистана, подготовке молодых специалистов, добросовестный и образцовый многолетний труд на дипломатической службе, а также по случаю Дня дипломатических работников Туркменистана[1]
- Памятный знак Туркменистана «Magtymguly Pyragynyň 300 ýyllygyna» (10 декабря 2024 года) — учитывая большой личный вклад в изучение в эру Возрождения новой эпохи могущественного государства творческого наследия туркменского поэта-классика Махтумкули Фраги и его популяризацию в мире, в воспитание подрастающего молодого поколения в духе почитания национальных ценностей, традиций и обычаев нашего народа, сформировавшихся на протяжении веков, в воспитание качеств патриотизма, высокой нравственности, трудолюбия, гуманизма, храбрости и мужества, а также по случаю 300-летия со дня рождения Махтумкули Фраги[2]

## Научные публикации
- Методика разработки оптимальных норм расхода тепловой энергии на отопление помещений и на реализацию нефтепродуктов на нефтебазах АЭС Госкомнефтепродукта Туркменской ССР / М. Б. Оразов, О. Курбанбердыев. — Ашхабад: ТуркменНИИНТИ, 1990.
- Кадровая составляющая организационного потенциала и перспектива высшей школы / М. Н. Бродский, М. Б. Оразов. — Ашхабад: ТуркменНИИНТИ, 1991.
- Высшая школа и рыночный механизм хозяйствования / М. Н. Бродский, М. Б. Оразов. — Ашхабад: Ылым, 1991.
- Направления повышения эффективности подготовки специалистов с высшим образованием / М. Н. Бродский, М. Б. Оразов. — Ашхабад: Известия АН ТССР, № 6, 1991.

## Варианты транскрипции имени и фамилии
- Имя: Мерет